# Liste der Biografien/Elo
Liste der Biografien |
Portal Biografien |
Personensuche
# |
A |
B |
C |
D |
E |
F |
G |
H |
I |
J |
K |
L |
M |
N |
O |
P |
Q |
R |
S |
T |
U |
V |
W |
X |
Y |
Z |
?
 
Ea |
Eb |
Ec |
Ed |
Ee |
Ef |
Eg |
Eh |
Ei |
Ej |
Ek |
El |
Em |
En |
Eo |
Ep |
Eq |
Er |
Es |
Et |
Eu |
Ev |
Ew |
Ex |
Ey |
Ez
 
Ela |
Elb |
Elc |
Eld |
Ele |
Elf |
Elg |
Elh |
Eli |
Elj |
Elk |
Ell |
Elm |
Eln |
Elo |
Elp |
Elr |
Els |
Elt |
Elu |
Elv |
Elw |
Ely |
Elz
Die Liste der Biografien führt alle Personen auf, die in der deutschsprachigen Wikipedia einen Artikel haben. Dieses ist eine Teilliste mit 61 Einträgen von Personen, deren Namen mit den Buchstaben „Elo“ beginnt.

## Elo
- Elo, Arpad (1903–1992), US-amerikanischer Physiker und Statistiker ungarischer Herkunft
- Elo, Eero (* 1990), finnischer Eishockeyspieler
- Elo, Emeterio (* 1984), äquatorialguineischer Fußballspieler

### Elod
- Elöd, Egon (1891–1960), deutscher Ingenieur und Chemiker
- Elodie (* 1990), italienische PopsängerinElodie (* 1990)

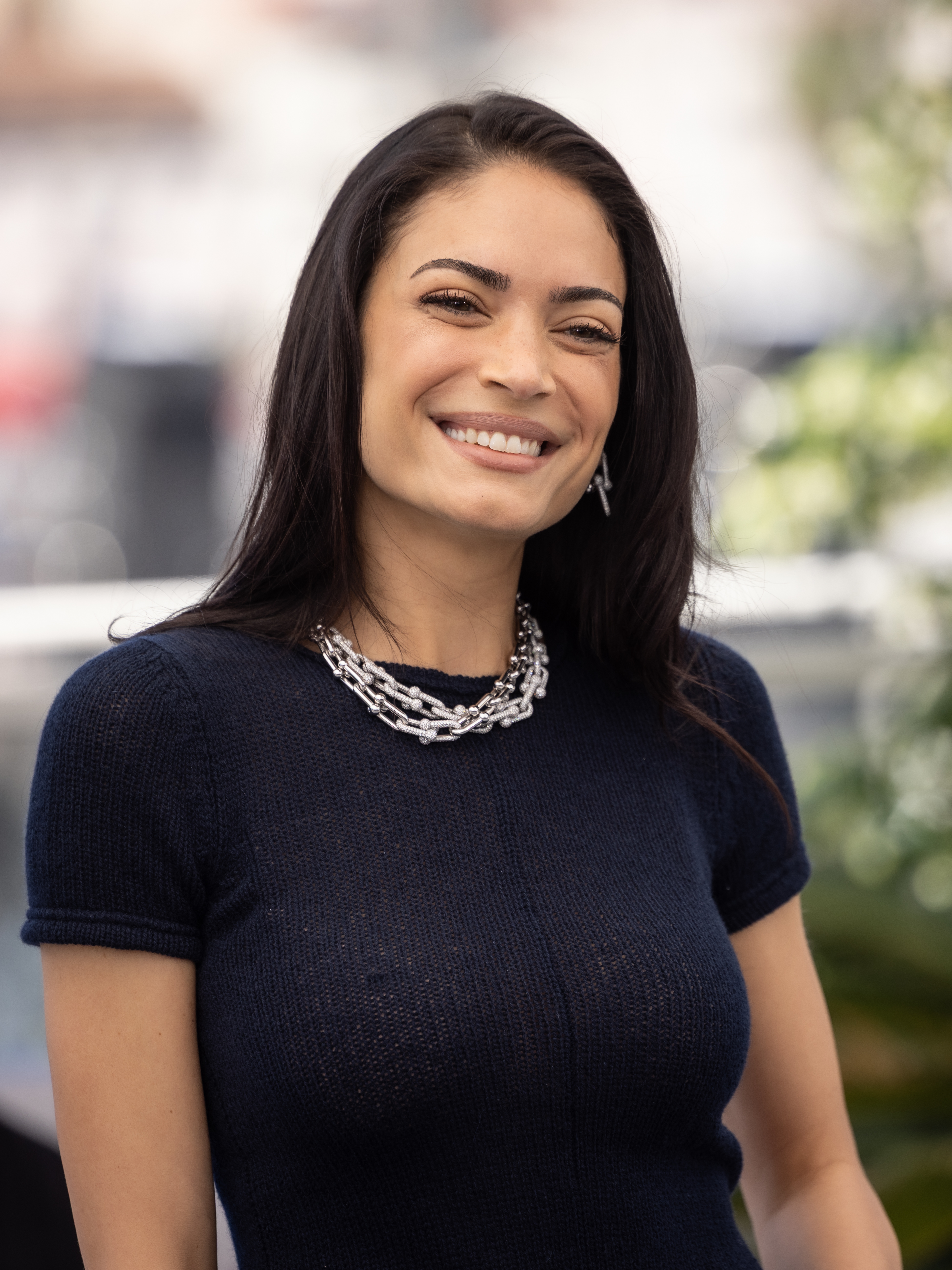
Elodie (* 1990)

### Eloe
- Eloesser, Arthur (1870–1938), deutscher Literaturwissenschaftler und Journalist
- Eloesser, Volker (* 1970), deutscher Spieleautor und Spieleentwickler

### Elof
- Eloff, Erica, südafrikanische Opernsängerin (Sopran)
- Elofsson, Felix (* 1995), schwedischer Freestyle-Skisportler
- Elofsson, Jonas (* 1979), schwedischer Eishockeyspieler
- Elofsson, Jörgen (* 1962), schwedischer Songwriter
- Elofsson, Oskar (* 1998), schwedischer Freestyle-Skisportler
- Elofsson, Per (* 1977), schwedischer Skilangläufer

### Elog
- Elogius, Caspar (1530–1593), lutherischer Prediger
- Eloğlu, Metin (1927–1985), türkischer Schriftsteller und Maler
- Eloğlu, Şiir (* 1965), deutsch-türkische Schauspielerin

### Eloh
- Elohim, US-amerikanische DJ und Techno-Produzentin

### Eloi
- Éloi (* 1998), französische Musikerin und Sängerin-Songwriterin
- Éloi, Damien (* 1969), französischer Tischtennisspieler
- Eloise von Oranje-Nassau (* 2002), niederländische AdeligeEloise von Oranje-Nassau (* 2002)

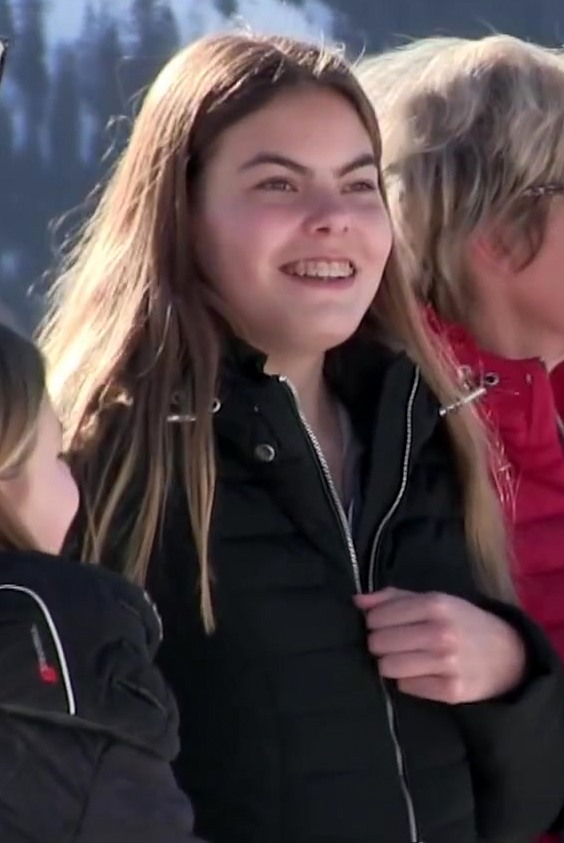
Eloise von Oranje-Nassau (* 2002)

- Éloissaint, Roseline (* 1999), haitianische Fußballspielerin

### Elok
- Elokobi, George (* 1986), kamerunischer Fußballspieler

### Elom
- Elomaa, Kike (* 1955), finnische professionelle Bodybuilding-Meisterin, Popsängerin und Mitglied des finnischen Parlaments
- Elomo, Miika (1977–2025), finnischer Eishockeyspieler
- Elomo, Teemu (* 1979), finnischer Eishockeyspieler

### Elon
- Elon, Amos (1926–2009), israelischer Journalist und Schriftsteller
- Elon, Benjamin (1954–2017), israelischer Politiker
- Elon, Menachem (1923–2013), israelischer Jurist und Hochschullehrer
- Elonga, Bernardo (* 1961), äquatorialguineischer Leichtathlet
- Elongo-Yombo, Rodney (* 2001), deutscher Fußballspieler

### Elop
- Elop, Stephen (* 1963), kanadischer Manager
- Elopuro, Sami (* 1964), finnischer Squashspieler

### Eloq
- Eloquent, Rapper

### Elor
- Elor, Amit (* 2004), US-amerikanische Ringerin
- Eloranta, Evert (1879–1936), finnischer sozialistischer Politiker und Protagonist des finnischen Bürgerkrieges
- Eloranta, Harri (* 1963), finnischer Biathlet
- Eloranta, Kari (* 1956), finnischer Eishockeyspieler und -trainer
- Eloranta, Mikko (* 1972), finnischer Eishockeyspieler
- Elorde, Flash (1935–1985), philippinischer Boxer
- Elordi, Jacob (* 1997), australischer SchauspielerJacob Elordi (* 1997)

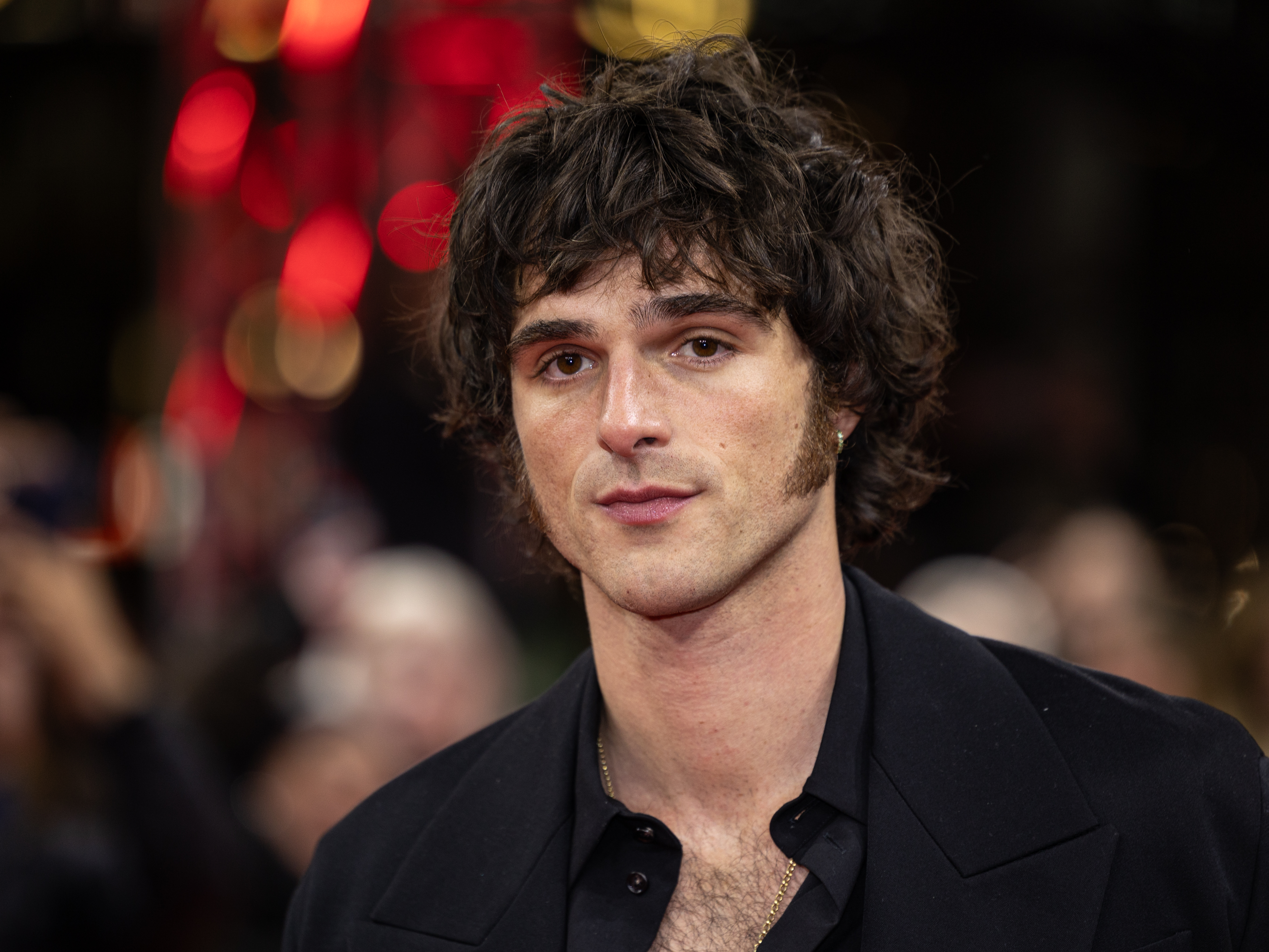
Jacob Elordi (* 1997)

- Elorduy, Ernesto (1855–1913), mexikanischer Komponist und Pianist
- Elorriaga, Francisco (* 1947), spanischer Radrennfahrer
- Elorriaga, Unai (* 1980), spanischer Bahn- und Straßenradrennfahrer
- Elorrieta, Bárbara (* 1978), spanische Schauspielerin
- Elorrieta, José María (1921–1974), spanischer Filmregisseur und Drehbuchautor
- Elorza Eguiara, Patricia (* 1984), spanische Handballspielerin

### Elos
- Eloschwili, Lewan (* 1997), georgischer Fußballspieler
- Elósegui, María (* 1957), spanische Philosophin und Juristin
- Elosegui, Rubén (1925–1991), argentinischer Bildhauer und Maler

### Elou
- Elouali Alami, Salima (* 1983), marokkanische Hindernis- und Langstreckenläuferin
- Eloui (* 1972), Schweizer Musikerin und Sängerin
- Eloul, Kosso (1920–1995), israelisch-kanadischer Bildhauer
- Elout-Drabbe, Mies (1875–1956), niederländische Malerin und Zeichnerin

### Elov
- Elovirta, Katriina (1961–2018), finnische Fußballschiedsrichterin, Fußballspielerin und Sportfunktionärin

### Elow
- Elowitz, Michael (* 1970), US-amerikanischer Physiker und Systembiologe

### Eloy
- Eloy d’Amerval, franko-flämischer Komponist, Dichter und Sänger der frühen Renaissance
- Eloy, Albert (1927–2008), französischer Fußballspieler
- Eloy, André-Léonce-Joseph (1864–1947), französischer römisch-katholischer Ordensgeistlicher und Apostolischer Vikar von Vinh
- Eloy, Jean-Claude (* 1938), französischer Komponist
- Eloy, Mário (1900–1951), portugiesischer Maler der Moderne
- Eloyan, Armen (* 1966), armenischer Künstler